# Herb gminy Rewal
Herb gminy Rewal – jeden z symboli gminy Rewal, opracowany przez Instytut Heraldyczno-Weksylologiczny Alfreda Znamierowskiego, ustanowiony 18 października 2012.

## Wygląd i symbolika
Herb przedstawia na tarczy w polu srebrnym pół gryfa czerwonego z orężem złotym, wynurzającego się zza dwóch wstęg falistych, błękitnych, trzymającego w łapach fragment muru czerwonego z oknem sklepionym łukowo. Główne godło herbu, gryf, nawiązuje do herbu książąt pomorskich z dynastii Gryfitów, którego używa wiele miejscowości na Pomorzu Zachodnim. Dwie linie faliste symbolizują nadmorskie położenie gminy. Element architektoniczny to fragment ściany kościoła w Trzęsaczu.

## Historia

Herb gminy Rewal do 2012

Pierwszy herb gminy Rewal wprowadzony został na początku lat 90 XX wieku, zaś opracowała go Aleksandra Jaworska z lubelskiego oddziału PTH. Przedstawiał on w polu błękitnym inicjał R złoty z pionową laską w formie pastorału z siedmioma punktami. Inicjał R odwoływał się bezpośrednio do nazwy stolicy gminy, Rewala. Pastorał symbolizował przynależność okolicy do dóbr biskupstwa kamieńskiego. Siedem punktów na pastorale oznaczało siedem sołectw gminy.